# 台州 (浙江省)
台州（だいしゅう）は、中国にかつて存在した州。唐代から民国初年にかけて、現在の浙江省台州市一帯に設置された。

## 概要
621年（武徳4年）、唐が李子通を平定すると、永嘉郡臨海県に海州が置かれた。622年（武徳5年）、海州は台州と改称された。742年（天宝元年）、台州は臨海郡と改称された。758年（乾元元年）、臨海郡は台州の称にもどされた。台州は江南東道に属し、臨海・唐興・黄巌・楽安・寧海・象山の6県を管轄した。
宋のとき、台州は両浙路に属し、臨海・黄巌・仙居・寧海・天台の5県を管轄した。
1277年（至元14年）、元により台州は台州路総管府と改められた。台州路は江浙等処行中書省に属し、録事司と臨海・仙居・寧海・天台の4県と黄巌州を管轄した。
1368年（洪武元年）、明により台州路は台州府と改められた。台州府は浙江省に属し、臨海・黄巌・天台・仙居・寧海・太平の6県を管轄した。
清のとき、台州府は浙江省に属し、臨海・黄巌・天台・仙居・寧海・太平の6県を管轄した。
1913年、中華民国により台州府は廃止された。